# Diego Bautista Urbaneja
Diego Bautista Urbaneja Sturdy (Barcelona, Estado Anzoátegui, 16 de diciembre de 1782 - Caracas, 12 de enero de 1856) fue un abogado y coronel venezolano que participó en las luchas por la independencia de Venezuela. En 1824, como gran maestre, instala la Gran Logia masónica en Colombia. Luego de formarse la Gran Logia nacional, fue nombrado como gran maestre de la masonería venezolana. Ocupó numerosos cargos públicos de gran responsabilidad a lo largo de su vida. Fue presidente de la Corte Suprema de Justicia de Venezuela.
Del 20 de enero al 1 de marzo de 1847 asumió provisionalmente la Jefatura del Estado de Venezuela, en calidad de Vicepresidente de la República, en ejercicio del Poder Ejecutivo, hasta la asunción del presidente José Tadeo Monagas. Fue el primer vicepresidente constitucional de Venezuela. Mario Briceño Iragorry le atribuye la famosa frase «La constitución sirve para todo».

## Biografía

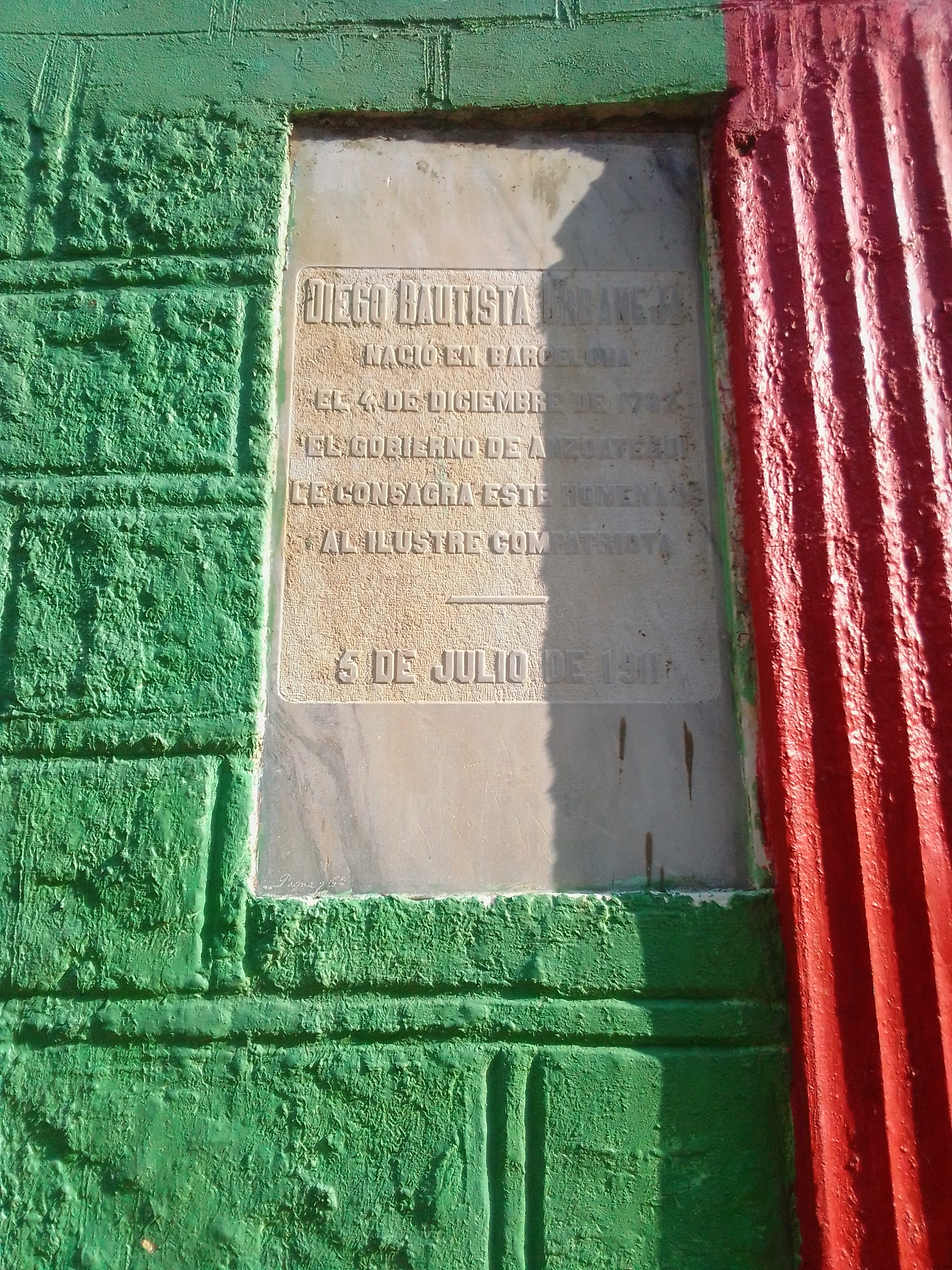
Placa en la casa natal de Diego Bautista Urbaneja

Fue hijo de Manuel García de Urbaneja y de Anastasia Sturdy de La Torre. Licenciado en derecho civil en la Real y Pontificia Universidad de Caracas se une en 1811 a la Sociedad Patriótica de Caracas para conseguir la independencia de Venezuela. Al año siguiente, es nombrado como asesor de la Intendencia General de la Alta Policía, pero al caer la Primera República de Venezuela sería enviado a las mazmorras de La Guaira. Es puesto en libertad por el comandante Francisco Javier Cervériz bajo órdenes de Domingo de Monteverde.
En 1813 cuando se restaura la república, Urbaneja se dedicó como síndico procurador del Ayuntamiento de Caracas y comienza a desempeñarse como militar. En 1814 emigró a oriente y forma parte del gobierno provisorio de Margarita, posteriormente se desempeña como auditor de guerra en la expedición del mariscal de campo Pablo Morillo en 1815. Ese mismo año se dirige a Cartagena de Indias para estar bajo las órdenes del general José Francisco Bermúdez quien resiste el asedio de la expedición de Morillo. Al caer la plaza en manos realistas el 9 de diciembre de 1815 huye a Jamaica junto a otros patriotas. 
En 1816, estando en Haití, se une a Simón Bolívar en la Expedición de los Cayos, ese mismo año se convierte en gobernador político de Carúpano. En el año de 1818, forma parte de la comisión redactora del proyecto electoral que más tarde reuniría al Congreso de Angostura y en el cual asistió como diputado por la provincia de Barcelona. Al año siguiente, Bolívar le otorga el cargo de ministro de Relaciones Interiores y Justicia y, al salir de campaña, le nombra ministro de Guerra y Marina.

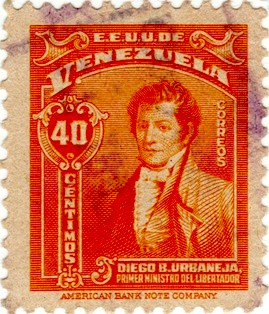
Diego B. Urbaneja en una estampilla venezolana de 40 céntimos emitida en 1948.

Después de formada la Gran Colombia, en 1820, Urbaneja es ascendido a coronel y al año próximo asiste al Congreso Constituyente de 1821 como diputado por Guárico. En calidad de ministro de Hacienda, firmó el decreto del 23 de julio de 1821 que concede honores a los vencedores de la Batalla de Carabobo. En 1828, Bolívar le designa como ministro de la Alta Corte de Apelaciones al mismo tiempo que ejerce la intendencia de Maturín.
Al separarse Colombia e instaurarse la República de Venezuela, Urbaneja es nombrado ministro de Relaciones Exteriores y de Hacienda. En 1831 asume como la vicepresidencia de la República durante el gobierno de José Antonio Páez. 

### Candidaturas presidenciales
En 1834, es candidato a la presidencia, pero José María Vargas gana las elecciones. Años más tarde, funda el periódico El Venezolano que sería vocero del Partido Liberal. En las elecciones de 1843 vuelve a ser candidato y nuevamente fracasa. Al año siguiente es nombrado como presidente de la Corte Suprema de Justicia de Venezuela. Durante 1852 y 1853 fue gobernador de la provincia de Caracas. Sus restos fueron sepultados en el Panteón Nacional de Venezuela el 22 de octubre de 1876.